# Passion Play
Passion Play (br/pt: O Anjo do Desejo) é um filme de drama lançado em 2010. É estrelado por Mickey Rourke, Bill Murray, Megan Fox e Rhys Ifans. Passion Play foi dirigido e escrito por Mith Glazer.

## Enredo
Ambientado na Los Angeles dos anos 50, conta a história de Lily (Megan Fox), uma jovem mutante que tem asas e trabalha em um circo onde todos têm algum tipo de mutação. Ela vive isolada e não gosta de se relacionar com outras pessoas, até que conhece Nate (Mickey Rourke), um trompetista que tem uma vida um tanto bagunçada e instável. Nate tem que livrar Lily das mãos do mafioso Shannon (Bill Murray). 

## Elenco
- Mickey Rourke .... Nate Poole
- Kelly Lynch .... Harriet
- Bill Murray .... Happy Shannon
- Megan Fox .... Lily
- Lora Cunningham .... Nurse Kohl
- Mike Miller .... Drunken Millionaire Singer
- Bernardo Gallegos .... Pai
- Jimmy Scott .... ele mesmo